# Holcocera nana
Holcocera nana är en fjärilsart som beskrevs av Dietz 1910. Holcocera nana ingår i släktet Holcocera och familjen förnamalar. Inga underarter finns listade i Catalogue of Life.